# Lista chorążych reprezentacji Haiti na igrzyskach olimpijskich
Lista chorążych reprezentacji Haiti na igrzyskach olimpijskich – lista zawodników i zawodniczek reprezentacji Haiti, którzy podczas ceremonii otwarcia nowożytnych igrzysk olimpijskich nieśli flagę Haiti.

## Chronologiczna lista chorążych
| Lp. | Rok i miejsce     | Chorąży               | Dyscyplina    |
| --- | ----------------- | --------------------- | ------------- |
| 1   | 1900, Paryż       | b. d.                 |               |
| 2   | 1924, Paryż       | b. d.                 |               |
| 3   | 1928, Amsterdam   | b. d.                 |               |
| 4   | 1932, Los Angeles | b. d.                 |               |
| 5   | 1960, Rzym        | b. d.                 |               |
| 6   | 1972, Monachium   | Jules Meliner         |               |
| 7   | 1976, Montreal    | b. d.                 |               |
| 8   | 1984, Los Angeles | Ronald Agénor         | Tenis         |
| 9   | 1988, Seul        | b. d.                 |               |
| 10  | 1992, Barcelona   | b. d.                 |               |
| 11  | 1996, Atlanta     | Adler Volmar          | Judo          |
| 12  | 2000, Sydney      | Nadine Faustin-Parker | Lekkoatletyka |
| 13  | 2004, Ateny       | Tudor Sanon           | Taekwondo     |
| 14  | 2008, Pekin       | Joel Brutus           | Judo          |
| 15  | 2012, Londyn      | Linouse Desravine     | Judo          |
| 16  | 2016, Rio         | Asnage Castelly       | Zapasy        |